# Літо (фільм, 1976)
«Лі́то» (ест. Suvi) — радянський фільм-екранізація повістей Оскара Лутса «Літо» і «Весілля Тоотса». Разом з фільмами «Весна» і «Осінь» утворює трилогію, екранізує цикл повістей Оскара Лутса з життя в парафіяльному центрі Паунвере на південному сході Естонії.

## Сюжет
На батьківщину — в прихід Паунвере, хутір Юлесоо («Заболоття») — повертається з Росії Йоосеп Тоотс. У Росії він працював керуючим великого поміщицького маєтку. Зароблені там гроші, а також знання і прогресивний досвід ведення господарства Тоотс прагне витратити на те, щоб зробити бідне батьківське господарство квітучим і прибутковим. На батьківщині Тоотс зустрічає давніх друзів, які виросли з часів «Весни», але загалом не змінилися за характерами. Георг Адніель Кійр залишився все таким же кляузником і заздрісником, але разом з тим і таким же простаком. Арно Талі, сумний романтик і мрійник, став студентом, що відірвався від друзів. А Тееле перетворилася в красиву дівчину, трохи розважливу, як і треба було очікувати, але таку веселу й чарівну, що між Тоотсом і Кійром зав'язується непримиренне суперництво за її руку і серце…

## В ролях
- Ааре Лаанеметс — Йоосеп Тоотс
- Рійна Хейн — Тееле із Райа
- Маргус Лепа — Георг Адніель Кійр
- Арно Лійвер — Арно Талі
- Кальйо Кійськ — Крістіан Лібле
- Айн Лутсепп — Тиніссон
- Рейн Аедма — Яан Імелік
- Калле Еомойс — Куслап
- Каарел Карм — аптекар
- Юрі Ярвет — батько Тоотса
- Герта Елвісте — матір Тоотса
- Калью Руувен — батько Тееле
- Айно Вяхі — матір Тееле
- Тійна Ряек — Алійде, сестра Тееле
- Ендель Ані — кістер, він же Юрі
- Катрін Вяльбе — дружина кістера
- Маре Гаршнек — Ерн'я, племінниця кістера
- Ервін Абель — батько Кійра
- Маллі Вяллік — матір Кійра, вона же Катарина-Розалія
- Андрес Калев — Оттомар, середній брат Георга-Адніеля Кійра
- Марко Меллімяе — Бруно-Бенно-Бернхард, молодший брат Георга-Адніеля Кійра

## Знімальна група
- Автор сценарію: Пауль-Ерік Руммо
- Режисер-постановник: Арво Круусемент
- Оператор-постановник: Юрі Гаршнек
- Композитор: Вельо Торміс
- Художник-постановник: Лінда Вернік